# Birgit Grodal
Birgit Kirsten Grodal, født Ebbesen (24. juni 1943 på Frederiksberg – 4. maj 2004) var en dansk økonom og professor.
Hun var datter af vicekontorchef Sven Erik Benedikt Ebbesen (1908-60) og redaktionssekretær Gudrun Elisabeth Marie Nissen (1909-89).
Hun blev i 1967 gift med professor Torben Kragh Grodal med hvem hun fik børnene Jesper Kragh Grodal (1972) og Stine Kragh Grodal (1975).
Birgit Grodal blev student 1962 fra Nørre Gymnasium og cand.scient. i matematik og fysik i 1968 fra Københavns Universitet med et speciale vejledt af Werner Fenchel. Herefter blev hun ansat ved Økonomisk Institut, hvor professor Karl Vind allerede var et kendt navn i matematisk økonomi.
I 1970 fik Birgit Grodal Københavns Universitets guldmedalje for afhandlingen En kritisk oversigt over den eksisterende teori om atomløse økonomier. Hun blev i 1972 lektor og i 1977 professor ved Økonomisk Institut, Københavns Universitet, en stilling hun holdt til sin død i 2004. Hun havde derudover en række tillidshverv, bl.a. som bestyrelsesmedlem i Nykredit.
Anerkendt som en engageret og krævende underviser.[kilde mangler]
Hun blev ridder af Dannebrogordenen i 1990, og ridder af 1. grad af Dannebrogsordenen i 2001.
Hun var President Elect i European Economic Association (en) op til hendes død i 2004, og skulle have overtaget formandskabet året efter. The Birgit Grodal-prisen (de) fra European Economic Association er opkaldt i hendes minde.

## Udvalgte publikationer
- A Second Remark on the Core of an Atomless Economy, Econometrica, 1972.

- The Rate of Convergence of the Core of a Purely Competitive Sequence of Economies, Journal of Mathematical Economics, 1975.

- Existence of Approximate Cores with Incomplete Preferences, Econometrica, 1976.

- Non‑existence of Cournot‑Walras Equilibrium in a General Equilibrium Model with two Oligopolists, 1986, Elsevier Science Publishers B.V. (With H. Dierker)

- Equilibrium With Arbitrary Market Structure, Department of Economics, University of Copenhagen, 1989 (med Karl Vind)

- The Weak Axiom of Revealed Preference in a Productive Economy, 1989, Review of Economic Studies, 56 (med W. Hildenbrand.)

- Cross‑Section Engelcurves, Expenditure Distributions and the 'Law of Demand', Aggregation, Consumption and Trade: Essays in Honor of H.S. Houthakker, edt. L. Phlips and L.D. Taylor, Kluwer, Dordrecht, 1992 (med W. Hildenbrand.)

- On Distributional Assumptions in Demand Theory, Nationaløkonomisk Tidsskrift 130, 1992.

- Profit Maximization Mitigates Competition, Economic Theory, Vol. 7, pp.139‑161, 1996 (med E. Dierker.)

- The Price Normalization Problem in Imperfect Competition and the Objective of the Firm, Economic Theory, Vol. 14, pp. 257-284, 1999 (med E. Dierker.)

- Clubs and the Market, Econometrica, Vol. 67, pp.1185-1219, 1999 (med B. Ellickson, S. Scotchmer, and W. R. Zame.)